# Giallo
El giallo és un gènere de cinema d'explotació, principalment italià, en la frontera del cinema policíac, del cinema de terror i de l'erotisme, que ha conegut el seu moment de glòria en els anys 1960 a 1980. Els principals directors del giallo són Mario Bava i Dario Argento. Giallo (literalment «groc») és el nom utilitzat a Itàlia per designar, de manera general, la novel·la policíaca, o més àmpliament el gènere policíac: fora d'Itàlia aquest nom ha estat utilitzat per designar, de manera més precisa, els thrillers italians. En el seu país d'origen, on giallo té un sentit més ampli, aquestes pel·lícules s'han englobat sota denominacions com «giallo a la italiana» o «thriller a la italiana», i fins i tot «spaghetti thriller».

## Origen del nom
El nom de «giallo» té l'origen en una col·lecció de novel·les policíaques publicades per edicions Mondadori de 1929 fins als anys 1960. Les seves cobertes grogues amagaven novel·les i de les novel·les curtes de tipus whodunit a la imatge dels seus cosins americans. La semblança amb aquests últims hi havia accentuat pels pseudònims anglosaxons utilitzats per la majoria dels autors i per la presència majoritària de novel·les anglòfones traduïdes en italià en els primers gialli. Publicats sobre del paper de baixa qualitat, l'èxit d'aquestes novel·les va atreure l'atenció d'unes altres editorials que no van trigar a treure les seves pròpies obres sota la coberta groga esdevinguda tradicional. Aquestes novel·les van ser tan populars com les obres d'autors estrangers reputats com Agatha Christie o Georges Simenon i van treure sota aquesta forma les seves primeres publicacions a Itàlia.

## Gènere cinematogràfic
El gènere anomenat «giallo» neix al cinema en els anys 1960. Les pel·lícules d'aquest tipus s'han caracteritzat per grans escenes d'homicidis excessivament sagnants, un joc de càmera molt estilitzat i una música inhabitual (això és particularment cert per Dario Argento que va col·laborar amb Ennio Morricone, i després amb el grup Goblin). L'element whodunit s'ha conservat però combinat amb l'slasher, filtrat per la llarga tradició italiana de l'òpera i del gran guinyol.

### Desenvolupament
Els gialli italians van estar en principi influïts pel fenomen alemany krimi, pel·lícules en blanc i negre dels anys 1960 adaptades de les històries d'Edgar Wallace. La primera pel·lícula del gènere és la pel·lícula de Mario Bava La ragazza che sapeva troppo. Aquest títol és una al·lusió a la pel·lícula d'Alfred Hitchcock, L'home que sabia massa (1956), mostrant l'enllaç amb la cultura anglosaxona. És l'any següent en la seva pel·lícula Sis dones per a l'assassí (als Estats Units, Blood and Black Lace) en què Mario Bava introdueix un dels elements emblemàtics del gènere, l'homicida emmascarat amb una arma brillant en la seva mà enguantada de negre.
El giallo esdevé molt ràpidament un gènere a part, amb les seves regles i una tonalitat típicament italiana. El terme giallo esdevé llavors sinònim d'elements visuals fortament estilitzats i teatralitzats.
El gènere coneix el seu apogeu en els anys 1970 amb la realització de multitud de pel·lícules.

### Principals realitzadors
- Dario Argento
- Lamberto Bava
- Mario Bava
- Antonio Bido
- Paolo Cavara
- Massimo Dallamano
- Luciano Ercoli
- Lucio Fulci
- Aldo Lado
- Umberto Lenzi
- Sergio Martino
- Emilio Miraglia
- Giulio Questi
- Duccio Tessari

### Llista de pel·lícules
- 1963: La Ragazza che sapeva troppo de Mario Bava
- 1963: La Frusta e ell corpo de Mario Bava
- 1964: Sis dones per a l'assassí (S donne per  l'assassino) de Mario Bava
- 1968: La morte ha fatto la uovo de Giulio Questi
- 1968: La morte non ha sesso de Massimo Dallamano
- 1968: Nude... si muore d'Antonio Margheriti
- 1969: Una sull'altra de Lucio Fulci
- 1969: Così dolce... così perversa d'Umberto Lenzi
- 1970: Cinque bambole per la luna d'agosto de Mario Bava
- 1970: L'Ocell al plumage de cristal (El uccello dalla piume di cristallo) de Dario Argento
- 1970: Le Foto proibite di una signora per bene de Luciano Ercoli
- 1970: Il rosso segno della follia de Mario Bava
- 1971: Una lucertola con la pelle di donna de Lucio Fulci
- 1971: La corta notte delle bambole di vetro d'Aldo Lado
- 1971: Giornata nera per l'ariete de Luigi Bazzoni
- 1971: La badia de la sang (Reazione a catena) de Mario Bava
- 1971: La coda dello scorpione de Sergio Martino
- 1971: La Tarantola dal ventre nero de Paolo Cavara
- 1971: Il Gatto da nove codi de Dario Argento
- 1971: La Bestia uccide a sangue freddo de Fernando Di Leo
- 1971: Lo strano vizio della Signora Wardh de Sergio Martino
- 1971: L'Iguana dalla lingua di fuoco de Riccardo Freda
- 1971: La morte cammina con i tacchi alti de Luciano Ercoli
- 1971: El Uomo più velenoso del cobra d'Adalberto Albertini
- 1971: Quattro mosche di velluto grigio de Dario Argento
- 1971: Una farfalla con le ali insanguinate de Duccio Tessari
- 1972: Alla ricerca del piacere de Silvio Amadio
- 1972: Mio caro assassino de Tonino Valerii
- 1972: Il Coltello di ghiaccio d'Umberto Lenzi
- 1972: La dama rossa uccide sette volte d'Emilio Miraglia
- 1972: Tutti i colori del buio de Sergio Martino
- 1972: No sí sevizia un paperino de Lucio Fulci
- 1972: La morte accarezza a mezzanotte de Luciano Ercoli
- 1972: Perché quina strane gocce di sangue sul corpo di Jennifer? de Giuliano Carnimeo
- 1972: Sette orchidee macchiate di rosso d'Umberto Lenzi
- 1972: L'Occhio nel Labirinto de Mario Caiano
- 1972: Cosa avete fatto a Solange? de Massimo Dallamano del llibre d'Edgar Wallace
- 1972: Chi la ha vista morire? d'Aldo Lado
- 1972: Il Tuo vizio è una stanza chiusa e solo io ne ho la chiave de Sergio Martino
- 1973: Los ojos azules de la muñeca rota de Carlos Aured
- 1973: I corpi presentano tracce di violenza carnale de Sergio Martino
- 1974: Gatti rossi in un labirinto di vetro d'Umberto Lenzi
- 1974: La polizia chiede aiuto de Massimo Dallamano
- 1974: L'uomo senza memoria de Duccio Tessari
- 1974: Spasmo d'Umberto Lenzi
- 1974: L'assassino ha riservato nove poltrone de Giuseppe Bennati
- 1974: Il Profumo della signora in nero de Francesco Barilli
- 1975: Macchie sola d'Armando Crispino
- 1975: Profondo rosso de Dario Argento
- 1975: Nude per l'assassino d'Andrea Bianchi
- 1975: L'assassino è costretto ad uccidere ancora de Luigi Cozzi
- 1976: La casa dalle finestre che ridono de Pupi Avati
- 1977: Il Mostro de Luigi Zampa
- 1977: Sette note in nero de Lucio Fulci
- 1977: Il gatto dagli occhi di giada d'Antonio Bido
- 1978: Solamente nero d'Antonio Bido
- 1978: Le evase - Storie di sesso e di violenze de Giovanni Brusadori
- 1982: Lo squartatore di New York de Lucio Fulci
- 1982: Tenebre de Dario Argento
- 1984: Murderock - uccide ha passo di danza de Lucio Fulci
- 1985: Phenomena de Dario Argento
- 1986: Morirai a mezzanotte de Lamberto Bava
- 1987: Deliria de Michele Soavi
- 1987: Le foto di Gioia de Lamberto Bava
- 1987: Òpera de Dario Argento
- 1993: Trauma de Dario Argento
- 1996: La sindrome di Stendhal de Dario Argento
- 2001: Non ho sonno de Dario Argento
- 2009: Amer d'Hélène Cattet i Bruno Forzani (homenatge al giallo)
- 2009: Imago mortis de Stefano Bessoni